# كيندال والتون
كيندال والتون (بالإنجليزية: Kendall Walton)‏ هو فيلسوف أمريكي، ولد في 1939.